# Cäcilia Lauf
Cäcilia Lauf OCist (* 7. November 1760 in Schuttertal; † 18. Mai 1834 in Lichtenthal) war eine deutsche Zisterzienserin und von 1808 bis 1834 Äbtissin des Zisterzienser-Klosters Lichtenthal.

## Leben
Cäcilia Lauf war die Tochter des Lehrers Georg Michael Lauf aus Schuttertal. Nach ihrem Eintritt in das Kloster Lichtenthal legte sie am 10. Mai 1783 die Profess ab. Im Rahmen der Neuorganisation des Stiftes sahen die neuen Bestimmungen nach dem Tod der Vorgängeräbtissin Thekla Trück zwar nur noch eine Priorin als Klostervorsteherin vor, dennoch wurde Cäcilia Lauf am 24. Februar 1808 zur 36. Äbtissin des Klosters Lichtenthal gewählt. Ermöglicht wurde die Wahl durch den Badener Großherzog Karl Friedrich, der die Wahl am 16. März 1808 anerkannte. Die Benediktion nahm Abt Hieronymus Krieg vom aufgehobenen Kloster Schwarzach am 29. März 1808 vor.
Äbtissin Cäcilia, die als gute Musikerin und Sängerin bekannt war, konnte 1811 die erste Professfeier nach einer langen Zeit der Unterbrechung feiern. Während ihrer Amtszeit wurde Beuern (heute Lichtenthal) zur Pfarrei erhoben und die Klosterkirche zugleich zur Pfarrkirche bestimmt. 1815 übernahmen die Klosterfrauen unentgeltlich auf Wunsch der Regierung die neu errichtete Mädchenschule in Beuren, wo sie sich seither um die Bildung der weiblichen Jugend sehr verdient machten, insbesondere bei der Erteilung des Industrieunterrichts.
Für das Kloster ließ sie wertvolle Paramente anfertigen; weitere erhielt sie als Geschenke von fürstlichen Persönlichkeiten. Verhängnisvoll für die Ökonomie des Klosters wirkte sich ihre allzugroße Vertrauensseligkeit aus, als das Stift dem Kaufmann Wiandi aus Frankfurt am Main 20.000 Gulden lieh, ohne dass dessen Bürgschaft genügend geprüft worden wäre. 1830 wurde auf ihren Wunsch hin die Fürstenkapelle restauriert und 1832 im Beisein des Großherzogs geweiht. Ebenfalls 1832 überließ sie das ehemalige Amtsgebäude und damalige Schulhaus auf Verlangen des Landesfürsten zur Errichtung des Stulz’schen Waisenhauses.
Nachdem sie 1833 ihre 50-jährige Profess feierlich begehen konnte, erkrankte sie kurze Zeit später und starb im Jahr darauf am 18. Mai 1834 an einer Lungenlähmung. Äbtissin Cäcilia fand ihre letzte Ruhestätte in der Mitte der Klosterkirche. Ihr folgte im Amt die am 25. August 1834 gewählte Äbtissin Amalia Trenkle.